# Concattedrale dell'Immacolata Concezione (Basseterre)
La concattedrale dell'Immacolata Concezione è la chiesa concattedrale della diocesi di Saint John's-Basseterre, si trova a Basseterre, la capitale di Saint Kitts e Nevis.

## Storia
La prima chiesa cattolica a Basseterre venne edificata dai gesuiti e dedicata alla Madonna durante le prime fasi della occupazione francese della città. La chiesa di Notre Dame venne in seguito rasa al suolo dai soldati inglesi nel 1706, durante la guerra anglo-francese. La chiesa fu ricostruita nel 1710 e dedicata a San Giorgio. Dal 1720, dopo l'acquisizione dell'isola da parte degli inglesi nel 1713, è diventata un luogo di culto per gli anglicani mentre per i cattolici era proibito per legge professare in pubblico la propria fede. Grazie ad una legge approvata nel 1829 vennero rimosse le discriminazioni nei confronti dei cattolici, che poterono tornare a rifiorire nell'isola. L'afflusso costante di immigrati portoghesi dall'isola di Madeira dal 1835 in poi rafforzò la crescita della comunità cattolica.
Nel 1856 venne costruita una nuova chiesa dedicata all'Immacolata Concezione, poi demolita nel 1927 e sostituita sullo stesso sito da un edificio moderno, consacrata il 6 dicembre 1928.